# Gonzalo Pizarro Rodríguez de Aguilar
Gonzalo Pizarro Rodríguez de Aguilar, el largo o el romano. Aristòcrata i militar.
Nascut entre 1446 i 1448. Va intervenir a la guerra de Granada com a capità i assistí a les campanyes de França i Itàlia. Fou 'contino' dels Reis Catòlics. Va tenir deu fills. Un d'ells era el conquistador i marquès Francisco Pizarro.
Va morir a Amaiur (Navarra), l'any 1522 lluitant contra els francesos.